# 한밤의 오컬트 공무원
한밤의 오컬트 공무원(일본어: 真夜中のオカルト公務員)은 타모츠 요코가 원작한 일본의 만화 작품이다. KADOKAWA의 만화 잡지 「월간 아스카」에서 2015년 7월호부터 연재 개시. 이후, KADOKAWA의 웹 코믹 착신 사이트 「코믹 뉴타입」에 이적해, 2016년 8월 23일부터 연재 중.

## 줄거리
도쿄 23구의 모든 구청에 남모르게 존재하는 ‘야간 지역 교류과’. 그 곳은 ‘오컬트적 현상’을 해결하는 특수한 과였다.
당당히 공무원이 된 1년차 사회인 미야코 아라타는 아무것도 모른 채 그 곳에 배속된다. 악마나 천사, 요괴와 같은 인간이 아닌 존재를 통칭 ‘어나더’라 부르는 그 과에선
아라타의 온갖 상식들이 뒤집어지는데…
평범하지 않은 공무원이 마도(魔都) 도쿄를 정신없이 뛰어다닌다!!